# Лепкий Сильвестр
Сильвестр Теодорович Лепкий (літературні псевдоніми: Марко Мурава, Борислав Борис, Василишин, Лепкий Борис; 31 грудня 1845,  містечко Куликів, нині смт Жовківського району Львівської області — 5 червня 1901, с. Жуків, нині Бережанського району Тернопільської області) — український письменник, священник УГКЦ, громадсько-політичний, культурний діяч. Батько Богдана, Миколи та Левка Лепких.

## Життєпис

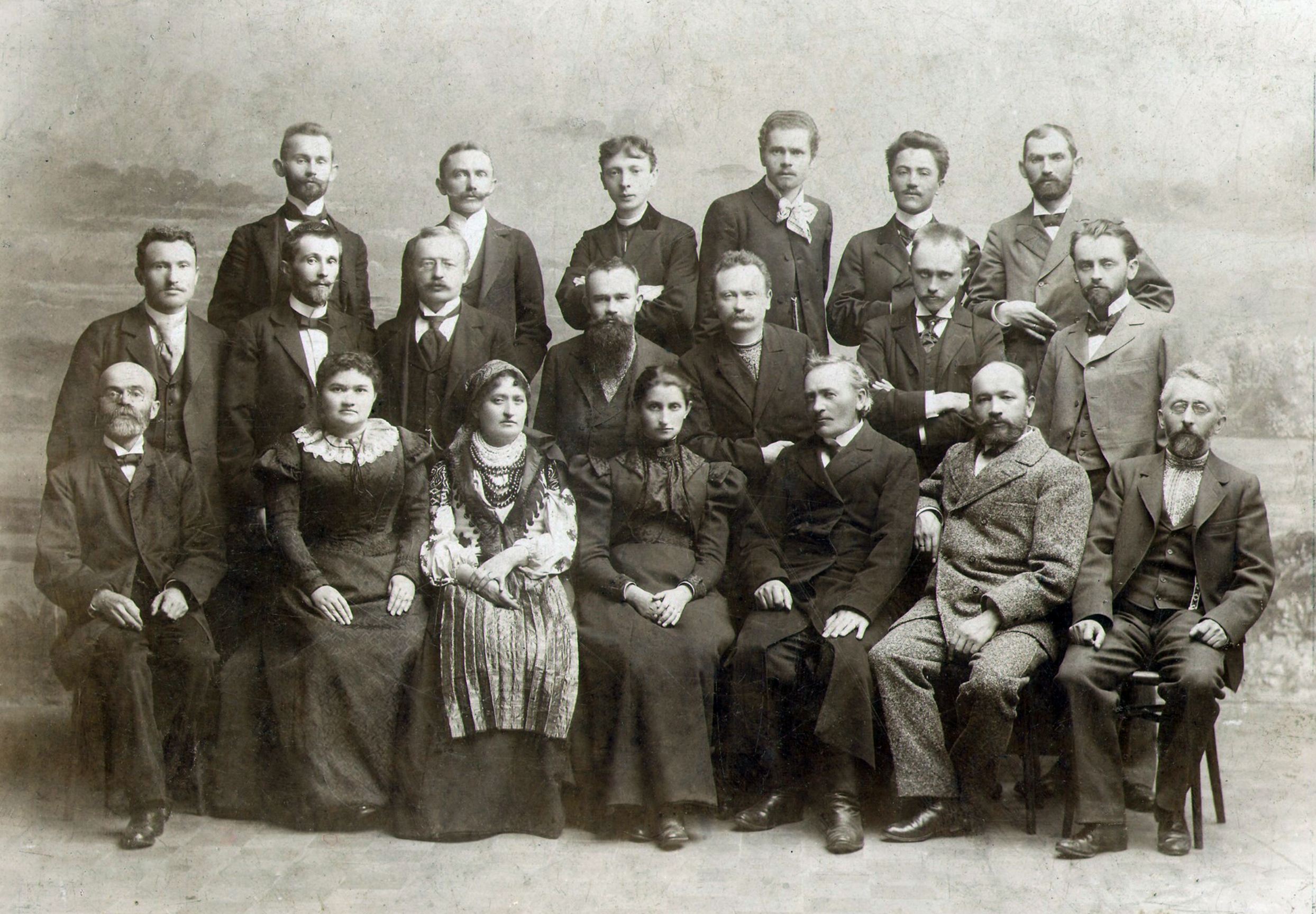
Учасники з'їзду українських письменників у Львові з нагоди 100-річчя виходу у світ «Енеїди» Котляревського, 1898 р.: Сидять у першому ряду: Михайло Павлик, Євгенія Ярошинська, Наталія Кобринська, Ольга Кобилянська, Сильвестр Лепкий, Андрій Чайковський, Кость Паньківський. Стоять у другому ряду: Іван Копач, Володимир Гнатюк, Осип Маковей, Михайло Грушевський, Іван Франко, Олександр Колесса, Богдан Лепкий. Стоять у третьому ряду: Іван Петрушевич, Філарет Колесса, Йосип Кишакевич, Іван Труш, Денис Лукіянович, Микола Івасюк.

Батько — Теодор Лепкий, син Миколи — працював, зокрема, вчителем тривіальної школи в Куликові. Мати — Євлампія Метелля, донька Семена Метеллі. Вуйко — парох Куликова, о. Йосип Метелля, охрестив новонародженого Сильвестра. Від 1852 р. жив у містечку Золотниках (нині — Теребовлянський район).
Закінчив школу в Бучачі. Навчався в Бережанській гімназії. Закінчив Львівську духовну семінарію (1871)(за іншими даними Львівський університет: класична філологія і теологія). В цьому році і отримав сан священника.
Працював священником у селах Львівщини і Тернопільщини. З 1879 року був парохом села Поручина, а з 1891 року — села Жукова, що на Бережанщині.
Брав участь у роботі русько-української радикальної партії і в інших українських товариств і організацій. Був головою громадського самоврядування, «Селянська рада» у Бережанах. Брав участь в організації і роботі товариств «Просвіта» і «Січ» а також аматорських народних театрів.

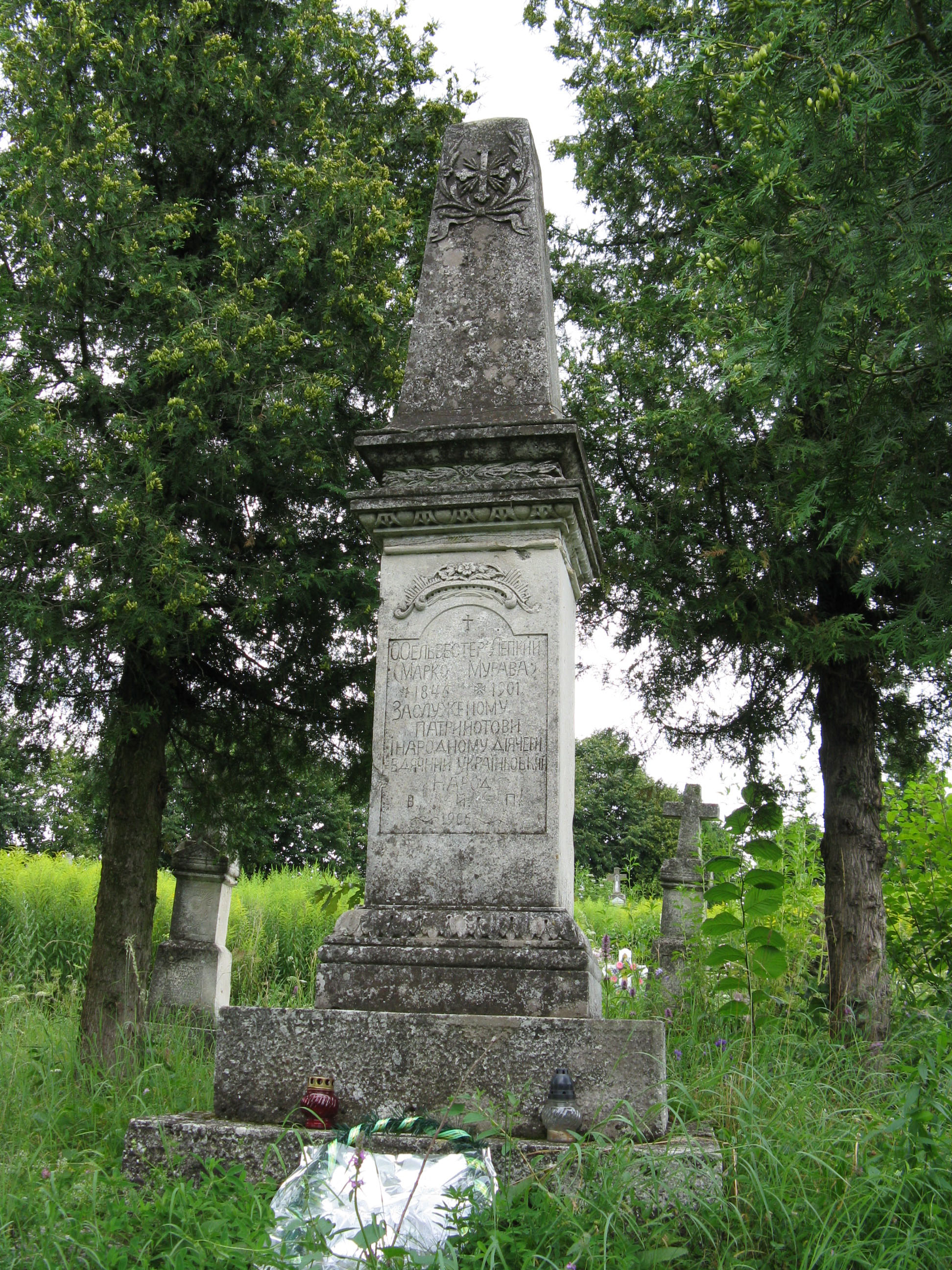
Надгробок Сильвестра Лепкого, Жуків

Виступав з літературними творами під псевдонімом Марко Мурава, писав українською, польською, німецькою мовами, брав участь у виданні часопису «Правда», друкувався в «Ділі», «Зорі», «Буковині», антології «Акорди». Писав популярні книжечки та театральні п'єси для «Просвіти» і аматорських театрів. Брав участь у підготовці шкільних підручників, був головою «Селянської ради». У Львові виходять його книжечки «Опир» (1897), «Історія читальні в Жукові» (1900), оповідання «Горить» (1901 р.).
Перший з галичан почав перекладати твори Шекспіра з оригіналу українською мовою. Був лауреатом премії імені Стефана Дубравського.
У 1903 році за редакцією його сина Богдана Лепкого вийшла збірка його поезій «Книжка горя». Автор слів церковної пісні «Христос Воскрес!» («Радість з неба ся являє...»).

## Сім'я
У шлюбі з Домною (Домникією, Домінікою) Глібовицькою, дочкою віцемаршалка Бережанського повіту о. Михайла Глібовицького, мав синів: Богдана, Миколу, Левка та доньок Ольгу (одружена з о. Іваном Ліщинським), Олену й Дарію.